# ThalesRaytheonSystems
ThalesRaytheonSystems – międzynarodowe przedsiębiorstwo, którego głównymi akcjonariuszami są w równych częściach amerykańska korporacja Raytheon oraz francuski Thales.
Podstawowymi produktami przedsiębiorstwa są radary kontroli przestrzeni powietrznej, bojowe systemy zarządzania i kontroli oraz systemy informacyjne.